# 塞内加尔国徽
塞內加爾國徽（法語：Armoiries du Sénégal）由一面側面靠著棕櫚枝條的盾、一枚勳章以及一個在最上方的綠色五角星組成，其中盾內的物件包含一隻位於左半邊的獅子和一棵位於右方的猴面包樹。該國徽於1965年启用，並取代1960年所采用的第一代国徽。

## 歷史
塞內加爾在1960年8月20日宣佈脫離馬里聯邦並獨自成為一個獨立國家，并采用了一枚以紫色为主的临时国徽。1965年，为庆贺塞内加尔独立五周年，國徽改为现时的图案，并以立法形式定为该国正式国徽。該徽章由來自巴黎的法國紋章學家蘇珊妮·戈蒂埃（Suzanne Gauthier）設計，他包含了之前被用作早期塞內加爾徽章的兩個當地標誌：獅子以及猴麵包樹。

## 象徵意義

1960~1965年所使用的第一代塞内加尔国徽

塞內加爾國徽中，同樣在該國國旗上使用的綠色五角星間接提到當地約94%人口所信仰的伊斯蘭教；於盾正右方（觀看者之左方）的獅子為塞內加爾的國家標誌，他不但代表著力量，也象徵了位於當地北方的該國主要民族沃洛夫族。此外在歷史上，獅子也是該地區被法國侵佔前當地國王的力量標誌。
位於獅子旁的猴麵包樹為塞內加爾的一種土生植物，樹下的綠色波浪線代表著塞內加爾河，而於盾下方的勳章則是國家獅子勳章（Ordre National du Lion）。另外盾上的獅子以及猴麵包樹標誌之前也曾被用作早期的塞內加爾徽章，而現時的用途則是該國的官方印章。其中猴麵包樹圖章的用處是蓋在任何關於公共管理的條例，而獅子印章則專門地被塞內加爾總統用作蓋於如國際協議等的重要國家法令。另一方面，塞內加爾国徽上的法文座右銘「一個民族，一個目標，一個信仰」（Un Peuple, Un But, Une Foi）也與馬里的銘言完全相同。